# Wirobiting
Wirobiting is een bestuurslaag in het regentschap Sidoarjo van de provincie Oost-Java, Indonesië. Wirobiting telt 3456 inwoners (volkstelling 2010).